# Золотая подвеска
«Алтын алқа» (Золотая подвеска) — награда Республики Казахстан для многодетных матерей.
Подвеской «Алтын алқа» награждаются матери, родившие и воспитавшие семь и более детей.
Награждение подвеской «Алтын алқа» производится по достижении седьмым ребёнком возраста одного года и при наличии в живых остальных детей этой матери.
При награждении подвеской «Алтын алқа» учитываются также дети:
- усыновленные матерью в установленном законом порядке;
- погибшие или пропавшие без вести при защите интересов Республики Казахстан или при исполнении иных служебных обязанностей, погибшие при стихийных бедствиях либо при выполнении гражданского долга по спасению человеческой жизни и материальных ценностей, в борьбе с преступностью и охране общественного порядка, а также умершие вследствие ранения, увечья или заболевания, полученных при указанных обстоятельствах, либо вследствие трудового или профессионального заболевания.

Подвеска «Алтын алқа» имеет статус ордена Республики Казахстан.
Многодетные матери, награждённые подвеской «Алтын алқа» или получившие ранее звание «Мать-героиня», обеспечиваются жилой площадью по установленным нормам в первую очередь. Для оплаты расходов на содержание жилища вместе с членами семей, а также за коммунальные услуги выплачивается специальное государственное пособие.

## Описание
Подвеска изготавливалась из латуни.
Подвеска имеет вид овала с орнаментированной каймой с круглым медальоном в центре. В медальоне на фоне восходящего солнца на вытянутых руках изображение младенца.
На матированном реверсе в центре надпись «АЛТЫН АЛҚА» в две строки.
Подвеска при помощи кольца и переходного звена, в виде орнаментированного по краям треугольника с изображением шанырака в центре, крепится к шейной ленте.
Лента цвета государственного флага с жёлтой полоской по центру.